# Nuoto ai campionati mondiali di nuoto 2017 - 50 metri dorso maschili
La gara di nuoto dei 50 metri dorso maschili dei campionati mondiali di nuoto 2017 è stata disputata il 29 luglio e il 30 luglio presso la Duna Aréna di Budapest. Vi hanno preso parte 55 atleti provenienti da 46 nazioni.
La competizione è stata vinta dal nuotatore francese Camille Lacourt, mentre l'argento e il bronzo sono andati rispettivamente al giapponese Junya Koga e allo statunitense Matt Grevers.

## Medaglie
| Posizione | Atleta          | Nazionalità |
| --------- | --------------- | ----------- |
| Oro       | Camille Lacourt | Francia     |
| Argento   | Junya Koga      | Giappone    |
| Bronzo    | Matt Grevers    | Stati Uniti |

## Programma
| Data           | Ora (UTC+2) | Turno      |
| -------------- | ----------- | ---------- |
| 29 luglio 2017 | 9:51        | Batterie   |
| 29 luglio 2017 | 18:45       | Semifinali |
| 30 luglio 2017 | 18:05       | Finale     |

## Record
Prima della manifestazione il record del mondo e il record dei campionati erano i seguenti.
| Record mondiale       | 24"04 | Liam Tancock Gran Bretagna | 2 agosto 2009 Roma, Italia |
| Record dei campionati | 24"04 | Liam Tancock Gran Bretagna | 2 agosto 2009 Roma, Italia |

Nel corso della competizione non sono stati migliorati.

## Risultati

### Batterie
| Posizione | Batteria | Corsia | Atleta                 | Nazionalità    | Tempo | Note |
| --------- | -------- | ------ | ---------------------- | -------------- | ----- | ---- |
| 1         | 6        | 5      | Junya Koga             | Giappone       | 24"54 | Q    |
| 2         | 5        | 4      | Camille Lacourt        | Francia        | 24"58 | Q    |
| 3         | 6        | 4      | Xu Jiayu               | Cina           | 24"78 | Q    |
| 3         | 7        | 5      | Matt Grevers           | Stati Uniti    | 24"78 | Q    |
| 5         | 5        | 3      | Jérémy Stravius        | Francia        | 24"80 | Q    |
| 6         | 7        | 7      | Jonatan Kopelev        | Israele        | 24"86 | Q    |
| 6         | 7        | 4      | Justin Ress            | Stati Uniti    | 24"86 | Q    |
| 8         | 5        | 5      | Grigoriy Tarasevich    | Russia         | 24"88 | Q    |
| 9         | 5        | 6      | Richárd Bohus          | Ungheria       | 24"93 | Q    |
| 10        | 6        | 6      | Pavel Sankovič         | Bielorussia    | 24"94 | Q    |
| 11        | 5        | 1      | Apostolos Christou     | Grecia         | 24"99 | Q    |
| 12        | 5        | 0      | Won Young-jun          | Corea del Sud  | 25"10 | Q    |
| 12        | 7        | 3      | Tomasz Polewka         | Polonia        | 25"10 | Q    |
| 14        | 6        | 3      | Guilherme Guido        | Brasile        | 25"13 | Q    |
| 15        | 4        | 3      | Javier Acevedo         | Canada         | 25"16 | Q    |
| 16        | 6        | 1      | I Gede Siman Sudartawa | Indonesia      | 25"17 | Q    |
| 17        | 6        | 2      | Kliment Kolesnikov     | Russia         | 25"23 |      |
| 18        | 6        | 8      | Matteo Milli           | Italia         | 25"24 |      |
| 18        | 7        | 6      | Mitch Larkin           | Australia      | 25"24 |      |
| 20        | 7        | 2      | Marek Ulrich           | Germania       | 25"27 |      |
| 21        | 7        | 8      | Bohdan Kasian          | Ucraina        | 25"31 |      |
| 22        | 5        | 8      | Josh Beaver            | Australia      | 25"44 |      |
| 23        | 5        | 2      | Shane Ryan             | Irlanda        | 25"48 |      |
| 24        | 6        | 7      | Guy Barnea             | Israele        | 25"52 |      |
| 25        | 4        | 4      | Mohamed Samy           | Egitto         | 25"55 |      |
| 25        | 7        | 1      | Viktar Staselovich     | Bielorussia    | 25"55 |      |
| 27        | 4        | 6      | Charles Hockin         | Paraguay       | 25"56 |      |
| 27        | 5        | 7      | Gábor Balog            | Ungheria       | 25"56 |      |
| 27        | 6        | 0      | Dmytro Gurnytskyi      | Ucraina        | 25"56 |      |
| 30        | 7        | 9      | Quah Zheng Wen         | Singapore      | 25"58 |      |
| 31        | 7        | 0      | Kacper Stokowski       | Polonia        | 25"63 |      |
| 32        | 6        | 9      | Lê Nguyễn Paul         | Vietnam        | 25"64 |      |
| 33        | 4        | 8      | Markus Lie             | Norvegia       | 25"71 |      |
| 34        | 4        | 5      | Ralf Tribuntsov        | Estonia        | 25"78 |      |
| 35        | 5        | 9      | Gytis Stankevičius     | Lituania       | 25"90 |      |
| 36        | 4        | 2      | Robinson Molina        | Venezuela      | 25"94 |      |
| 37        | 4        | 7      | Daniel Hunter          | Nuova Zelanda  | 26"02 |      |
| 38        | 4        | 9      | Gabriel Lópes          | Portogallo     | 26"05 |      |
| 39        | 3        | 4      | Girts Feldberg         | Lettonia       | 26"27 |      |
| 40        | 3        | 3      | Christopher Courtis    | Barbados       | 26"42 |      |
| 41        | 3        | 5      | Mehdi Benbara          | Algeria        | 26"57 |      |
| 42        | 3        | 6      | Driss Lahrichi         | Marocco        | 26"60 |      |
| 43        | 3        | 7      | Madhu Prathapan        | India          | 27"17 |      |
| 44        | 3        | 2      | David van der Colff    | Botswana       | 27"67 |      |
| 45        | 3        | 1      | Narang Pornsiriporn    | Thailandia     | 27"84 |      |
| 46        | 2        | 7      | Juwel Ahmmed           | Bangladesh     | 28"50 |      |
| 47        | 1        | 4      | Muhammad Khan          | Pakistan       | 28"97 |      |
| 48        | 3        | 8      | Jayhan Odlum-Smith     | Saint Lucia    | 29"95 |      |
| 49        | 3        | 0      | Nabeel Hatoum          | Palestina      | 30"69 |      |
| 50        | 1        | 3      | Thol Thoeun            | Cambogia       | 30"72 |      |
| 51        | 2        | 6      | Santisouk Inthavong    | Laos           | 31"96 |      |
| 52        | 2        | 1      | Billy-Scott Irakose    | Burundi        | 33"14 |      |
| 53        | 2        | 8      | Ramziyor Khorkashov    | Tagikistan     | 33"89 |      |
| 54        | 2        | 5      | Ebrahim Al-Maleki      | Yemen          | 34"07 |      |
| 55        | 3        | 9      | Ablam Awoussou         | Benin          | 34"47 |      |
| -         | 1        | 5      | Adama Ndir             | Senegal        | -     | DNS  |
| -         | 2        | 4      | Moris Beale            | Sierra Leone   | -     | DNS  |
| -         | 2        | 2      | Chaoili Aonzoudine     | Comore         | -     | DNS  |
| -         | 2        | 3      | Tano Atta              | Costa d'Avorio | -     | DNS  |
| -         | 4        | 0      | Omar Pinzón            | Colombia       | -     | DNS  |

### Semifinali
| Posizione | Semifinale | Corsia | Atleta                 | Nazionalità   | Tempo | Note |
| --------- | ---------- | ------ | ---------------------- | ------------- | ----- | ---- |
| 1         | 1          | 4      | Camille Lacourt        | Francia       | 24"30 | Q    |
| 2         | 2          | 4      | Junya Koga             | Giappone      | 24"44 | Q    |
| 3         | 1          | 5      | Matt Grevers           | Stati Uniti   | 24"65 | Q    |
| 4         | 2          | 5      | Xu Jiayu               | Cina          | 24"67 | Q    |
| 5         | 2          | 6      | Justin Ress            | Stati Uniti   | 24"70 | Q    |
| 6         | 1          | 2      | Pavel Sankovič         | Bielorussia   | 24"74 | Q    |
| 7         | 2          | 3      | Jérémy Stravius        | Francia       | 24"81 | Q    |
| 8         | 1          | 3      | Jonatan Kopelev        | Israele       | 24"84 | Q    |
| 9         | 1          | 6      | Grigoriy Tarasevich    | Russia        | 24"86 |      |
| 10        | 2          | 7      | Apostolos Christou     | Grecia        | 24"88 |      |
| 10        | 2          | 2      | Richárd Bohus          | Ungheria      | 24"88 |      |
| 12        | 1          | 1      | Guilherme Guido        | Brasile       | 24"91 |      |
| 13        | 2          | 1      | Tomasz Polewka         | Polonia       | 24"95 |      |
| 14        | 1          | 7      | Won Young-jun          | Corea del Sud | 25"02 |      |
| 15        | 1          | 8      | I Gede Siman Sudartawa | Indonesia     | 25"04 | RN   |
| 16        | 2          | 8      | Javier Acevedo         | Canada        | 25"13 |      |

### Finale
| Posizione | Corsia | Atleta          | Nazionalità | Tempo | Note |
| --------- | ------ | --------------- | ----------- | ----- | ---- |
|           | 4      | Camille Lacourt | Francia     | 24"35 |      |
|           | 5      | Junya Koga      | Giappone    | 24"51 |      |
|           | 3      | Matt Grevers    | Stati Uniti | 24"56 |      |
| 4         | 1      | Jérémy Stravius | Francia     | 24"61 |      |
| 5         | 6      | Xu Jiayu        | Cina        | 24"74 |      |
| 6         | 2      | Justin Ress     | Stati Uniti | 24"77 |      |
| 7         | 7      | Pavel Sankovič  | Bielorussia | 24"83 |      |
| 8         | 8      | Jonatan Kopelev | Israele     | 24"85 |      |